# Jožef Holpert (Handballspieler, 1961)
Jožef Holpert (serbisch-kyrillisch Јожеф Холперт; * 13. März 1961 in Bezdan, SFR Jugoslawien) ist ein ehemaliger jugoslawischer Handballspieler.

## Karriere
Jožef Holpert spielte 15 Jahre lang für den RK Crvenka, mit dem er 1988 den jugoslawischen Pokal gewann. Dann spielte er die Europapokal der Pokalsieger 1988/89.
Mit der jugoslawischen Nationalmannschaft gewann Holpert bei der Weltmeisterschaft 1986 die Goldmedaille. Bei den Olympischen Spielen 1988 in Seoul warf er 15 Tore in sechs Partien und gewann mit dem Team die Bronzemedaille. Er bestritt 129 Länderspiele, in denen er 237 Tore erzielte. Mit der jugoslawischen Juniorennationalmannschaft gewann er 1981 die U-21-Weltmeisterschaft.

## Privates
Sein gleichnamiger Sohn Jožef (* 1988) stand im Aufgebot der serbischen Handballnationalmannschaft. Seine Tochter spielte ebenfalls Handball.